# Pteraster koehleri
Pteraster koehleri is een zeester uit de familie Pterasteridae.
De wetenschappelijke naam van de soort werd in 1962 gepubliceerd door Ailsa McGown Clark.